# Bleptina pentheusalis
Bleptina pentheusalis là một loài bướm đêm trong họ Noctuidae.